# Majd Club Ancienne Médina
Le Majd Club Ancienne Médina (en arabe : نادي مجد المدينة القديمة), plus couramment abrégé en Majd Al-Madina, est un club sportif marocain de football fondé en 1945 et basé dans l'ancienne médina de la ville de Casablanca.

## Histoire
LAl-Majd Club Ancienne Médina (MCAM), est un club sportif marocain de football fondé dans l'ancienne médina de Casablanca par des nationalistes, parmi eux des dirigeants Wydadis.

### Coupe du Trône 1946 et 1947[2]
C'était un après-midi, 18 novembre 1947 au Méchouar de Rabat, en présence de S.A.I Moulay Hassan que l'équipe d'Al-Majd de Casa (déjà détenteur de la Coupe du Trône en 1946) a battu l'équipe d'At-Takdoum de Fès par 2 buts à 1 et acquis ainsi le droit de conserver le superbe objet d'art une année de plus.

### Coupe du Trône 2000[3]
L’accession de la jeune équipe de Majd Al-Madina en finale de la Coupe du Trône est un exploit en soi. L’équipe de l’ancienne médina de Casablanca évoluait alors en championnat amateur 1. Elle a passé avec succès les qualifications en venant à bout de coriaces équipes évoluant en D1. En 8e de finale, le Majd a eu raison du RBM. En quarts de finale, la jeune formation a eu raison du CODM, alors qu’en demi-finale, elle s’est imposée face au KAC.
L’équipe, qui évolue en GNF II depuis une saison déjà et qui se trouve en quatrième position avec quatre points obtenus en quatre matches nuls, croit en ses chances de remporter la prestigieuse coupe. Elle rêve de rééditer l’exploit réalisé en 1959 par les FAR et en 1983 par la Centrale laitière. Deux équipes évoluant dans la seconde division qui ont remporté la Coupe du Trône. «En pareille compétition, la notion de petites ou grandes équipes disparaît. Le dernier mot sera dit sur le terrain», estime l’entraîneur du Majd Al-Madina, Bouchaïb Sedyame. Ce dernier est conscient de son statut d’outsider en manque de moyens.
L’équipe n’a en effet commencé ses préparatifs que cette semaine faute de terrain. Les autorités viennent tout juste de mettre à sa disposition le complexe Larbi Benbarek. Et la semaine dernière, on a vu les joueurs s’entraîner pieds nus sur la plage d’Aïn Diab...
L’équipe se plaint également du retard survenu lors de la programmation de cette coupe qui se joue pour le compte de la saison 2000-2001. Les ambitions des poulains de Seydame buteront sur la ferme volonté de la RSS de remporter le deuxième titre de son histoire.
En 1969, les coéquipiers de Alaoui et du regretté Slimani offrent la première Coupe du Trône à la RSS. 32 ans plus tard, le fils du premier, Mourad, qui évolue actuellement au sein de l’équipe de la Chaouia entend rééditer l’exploit.
Pour leur part, les Chaouis se sont qualifiés à la finale au détriment de l’Union Sportive de Sidi Kacem (0-1) en 8e, de l’Ittihad de Tanger (2-0) en quarts de finale et du Hassania d’Agadir en demi-finale après le recours aux tirs au but.
La rencontre de samedi n’est pas la première confrontation entre les deux équipes. « Les casablancais essayeront de prendre leur revanche surtout que nous les avons éliminés en éliminatoires de la Coupe de la saison dernière. Chacune des deux équipes connaît les points faibles et les points forts de l’autre », a déclaré à Aujourd’hui Le Maroc Abdellatif Kilech, l’entraîneur de la RSS. Les Settatis qui ont réussi le week-end dernier leur première victoire en championnat face au WAC, ont retrouvé confiance en eux-mêmes et partent à Rabat le moral au beau fixe.
Abdellatif Kilech alignera donc la même formation que dimanche. «C’est notre plus grand problème. La Renaissance souffre de manque de moyens humains. 26 des joueurs qui ont participé sous les couleurs de la RSS en qualification de cette même coupe sont partis, dont les huit fameux joueurs qui sont restés au Canada », ajoute l’entraîneur Settati.

## Palmarès
- Coupe du Trône (3) :
  - Vainqueur : 1946[2], 1947[2] et 2000